# Kostel svatého Václava (Brno-Štýřice)
Kostel svatého Václava je zaniklý římskokatolický chrám ve Štýřicích v Brně.

## Historie
První zmínka o kostele svatého Václava pochází z roku 1314. Chrám však byl starší, patrně nedlouho před tímto rokem byla k němu přesunuta farní správa větší části Starého Brna od kaple/kostela svatého Prokopa. Kostel svatého Václava se nacházel pod Červeným kopcem na pravém břehu Svratky, na křižovatce středověkých cest ze Starého Brna na jih, na dnešní křižovatce ulice Vídeňské a Vojtovy. (V 18. století byla postavena kolem kostela císařská cesta směrem na Vídeň, dnešní ulice Vídeňská.) Stál na jižním okraji pravobřežního starobrněnského osídlení, které bylo v pozdějších dobách označeno jako Svatováclavská Ulice (dnešní Vídeňská ulice mezi Svratkou a Vojtovou ulicí). Patronátní právo chrámu držel olomoucký biskup. V roce 1323 založila královna Eliška Rejčka u kostela Panny Marie na Starém Brně klášter cisterciaček, čímž zanikla jeho farní působnost. Fara byla přenesena právě k chrámu svatého Václava, kam od té doby spadal i zbytek Starého Brna a rovněž Bohunice. Od roku 1389 patřil chrám pod správu starobrněnského kláštera.

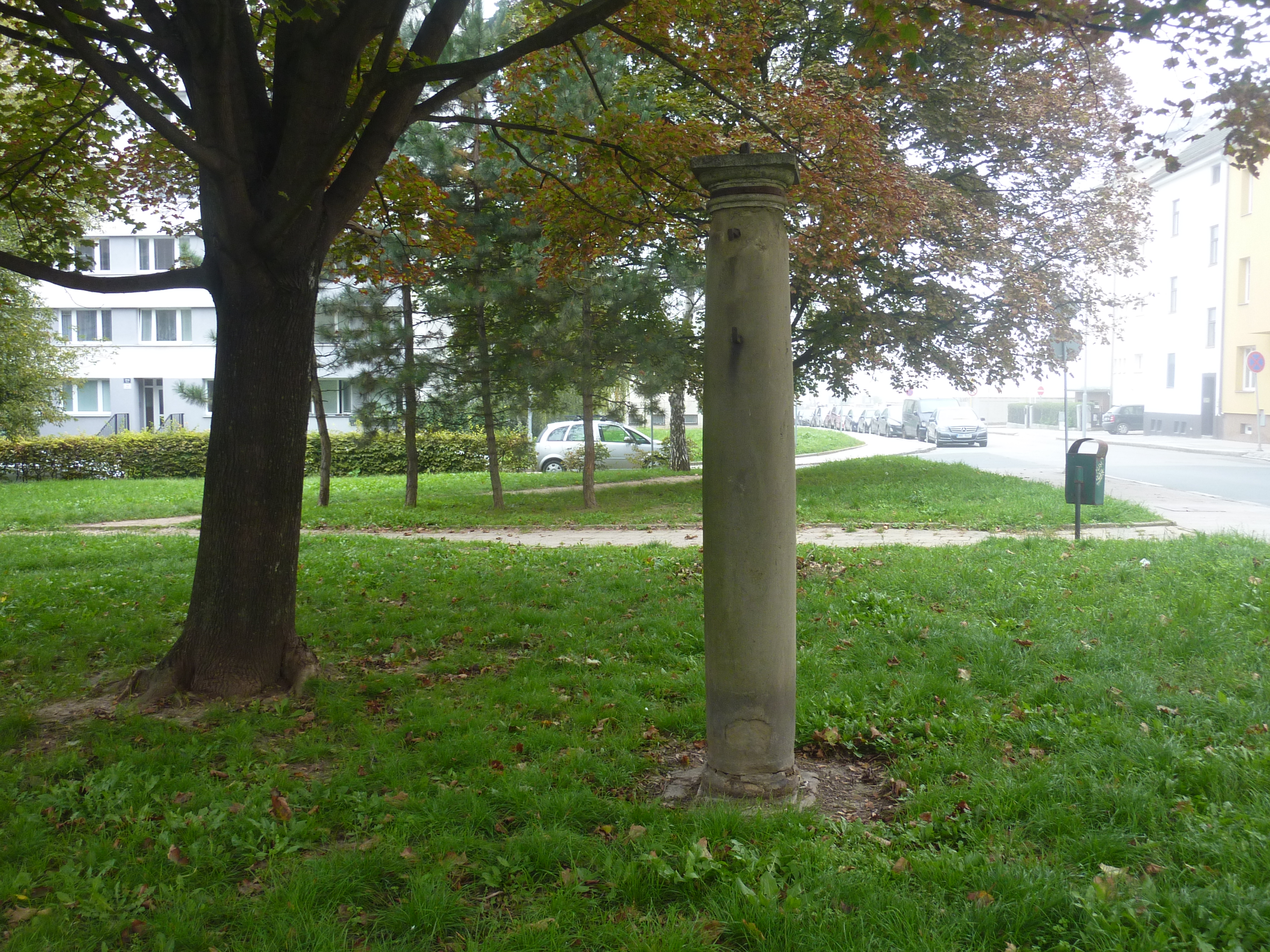
Parčík na křižovatce ulic Vídeňské a Vojtovy v místě zaniklého kostela s druhotně osazeným barokním sloupem

V 18. století byl kostel svatého Václava tvořen obdélnou lodí, pětiboce zakončeným kněžištěm a věží v západním průčelí; kolem kostela se nacházel starobrněnský hřbitov. Od roku 1753 byla součástí starobrněnské farnosti také osada Kamenný Mlýn. Od kostela svatého Václava směrem k jihu, podél silnice na Vídeň, vznikala od roku 1780 předměstská osada Vídeňská Ulice. Za josefinských reforem byl chrám po roce 1783 uzavřen a fara byla přesunuta ke klášternímu kostelu Nanebevzetí Panny Marie. V roce 1790 byl uzavřený chrám upraven na vojenské skladiště a roku 1794 byl zbořen. Starobrněnský hřbitov však fungoval i nadále, byl také rozšiřován. Uzavřen byl v roce 1883 souvislosti se zprovozněním Ústředního hřbitova.
V místě kostela svatého Václava se nachází malý park na křižovatce ulice Vídeňské a Vojtovy.